# 수딥

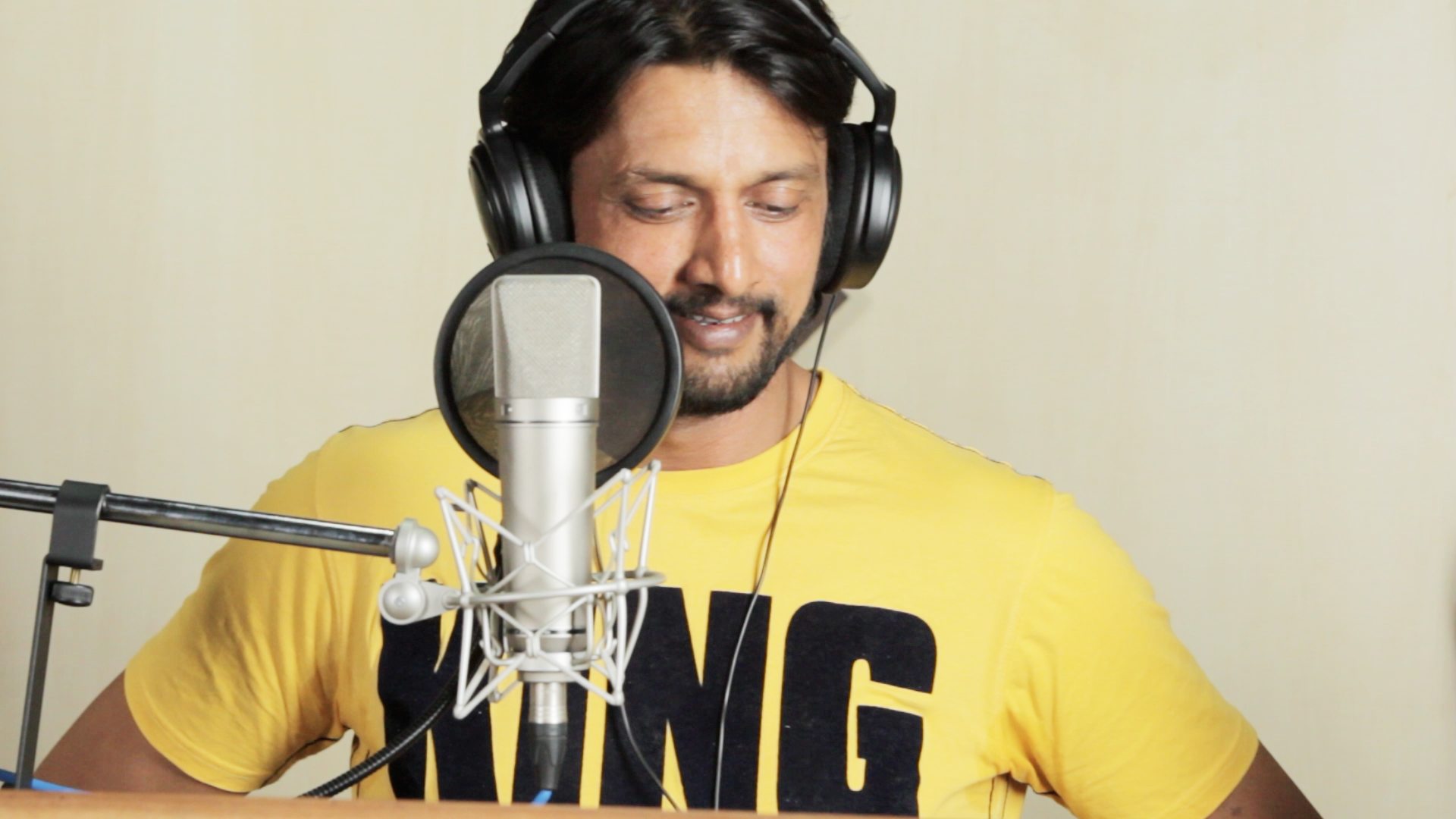

수딥(Sudeep, 1973년 9월 2일 ~ )은 인도의 영화 감독, 배우, 각본가, 영화 프로듀서, 텔레비전 배우이다.
시바모가에서 태어났다.

## 영화
- 타이거는 살아있다 (2017년)
- 풀리 (2015년)
- 바후발리: 더 비기닝 (2015년)
- 나는 파리다 (2012년)
- 풍크 2 (2010년)
- 풍크 (2008년)